# اسلمز (گوموش‌حاجی‌کوی)
اسلمز (به ترکی استانبولی: Eslemez) یک منطقهٔ مسکونی در ترکیه است که در گوموش‌حاجی‌کوی واقع شده‌است.